# Rhizophagus grandis
Rhizophagus grandis is een keversoort uit de familie kerkhofkevers (Monotomidae). De wetenschappelijke naam van de soort werd in 1827 gepubliceerd door Leonard Gyllenhaal.
De soortaanduiding "grandis", Latijn voor "groot", verwijst naar de grootte van de kever: met zijn 5 millimeter is het de grootste soort uit zijn geslacht. Het is een zeldzame soort uit Europa. Het dier werd in België tweemaal waargenomen.